# Castilleja del Campo
Castilleja del Campo è un comune spagnolo di 606 abitanti situato nella comunità autonoma dell'Andalusia.